# 扎丹巴·巴巴桑

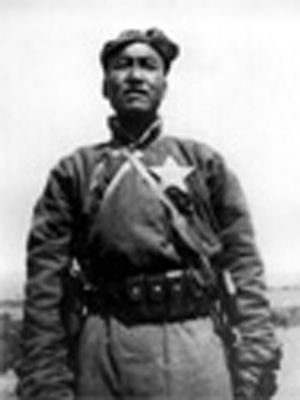
巴巴桑

扎丹巴·巴巴桑（1899年—1924年），蒙古族，籍贯不详，大蒙古国政治人物。

## 生平
1922年，蒙古人民党中央委员会正式设政治局常务委员会。同年2月，政治局常务委员会召开首次会议。当时，仁钦诺是政治局常务委员会委员之一，其他委员不详。1923年2月，政治局常务委员会委员为索林·丹增、巴巴桑、阿吉巴·丹增、车林多尔济、仁钦诺5个人。当时，政治局常务委员会委员5名，政治局常务委员会候补委员5名，中央委员10名，候补中央委员10名。这30人构成了蒙古人民党的最高领导集体。
巴巴桑于1923年至1924年担任政府事务首长。自1922年至1924年，他还是青年联盟中央委员会总书记。1924年，他因为卷入索林·丹增一案而和丹增一起被处决。巴巴桑被指控的罪名是反对国家内政防卫处（State Internal Security Office），并领导青年联盟反对蒙古人民党的领导。